# 金光奎
金光奎（韓語：김광규，1967年12月8日—），韓國男演員。

## 影視作品

### 電視劇

#### 2000年代
- 2003年：MBC《大長今》
- 2004年：SBS《走向暴風》
- 2004年：SBS《當男人戀愛時(2004電視劇)（朝鲜语：남자가 사랑할 때 (2004년 드라마)）》
- 2005年：SBS《流行70》
- 2006年：MBC《我人生的Special》
- 2006年：KBS《再見先生》飾演 權福行
- 2006年：SBS《回來吧順愛》
- 2006年：MBC《幻想的情侶》飾演 孔英久
- 2007年：KBS《你好！小姐》
- 2007年：MBC《香丹傳（朝鲜语：향단전）》飾演 義迪
- 2008年：MBC《可可島的秘密》飾演 金課長
- 2008年：KBS《Drama City－紀律委員會》
- 2008年：KBS《傳說的故鄉》
- 2009年：SBS《耶誕節會下雪嗎》
- 2009年：MBC《寶石拌飯》飾演 光頭醫生
- 2009年：KBS《那個傻瓜》飾演 高組長
- 2009年：MBC《魂》飾演 裴成彬

#### 2010年代
- 2010年：SBS《Oh! My Lady 愛你喲》 飾演 韓民光
- 2010年：SBS《奇蹟的愛（朝鲜语：사랑의 기적）》
- 2010年：KBS《成均館緋聞》飾演 黃珂
- 2010年：KBS《Drama Special－夏天的故事》
- 2011年：SBS《Welcome to the Show（朝鲜语：웰컴 투 더 SHOW）》
- 2011年：MBC《能聽見我的心嗎？》
- 2011年：SBS《女人的香氣》飾演 尹奉吉
- 2011年：MBC《光與影》
- 2011年：MBN《愈發霸氣（朝鲜语：갈수록 기세등등）》
- 2012年：SBS Plus《我愛你》飾演 高石浩
- 2012年：SBS《紳士的品格》飾演 老師（第4集客串）
- 2012年：MBC《阿娘使道傳》飾演 吏房
- 2012年：KBS《田禹治》飾演 明基
- 2012年：KBS《最佳李純信》飾演 騙子
- 2013年：KBS《職場之神》飾演 夏店長
- 2013年：MBC《金子輕鬆出來吧》飾演 鄭炳達
- 2013年：SBS《聽見你的聲音》飾演 金共肅
- 2013年：tvN《馬鈴薯星2013QR3》飾演 吳理事
- 2013年：SBS《奇怪的保姆》飾演 寒潔的老師
- 2013年：tvN《請回答1994》飾演 大學醫科教授
- 2014年：KBS《真是好時節》飾演 姜雙湖
- 2014年：MBC《Triangle》飾演 姜賢美
- 2014年：MBC every1《合宿24號房（朝鲜语：하숙 24번지）》飾演 金光奎
- 2014年：SBS《皮諾丘》飾演 金公柱
- 2014年：SBS Plus《DODOHARA（朝鲜语：도도하라）》飾演 金光奎（特別演出）
- 2015年：MBC《憤怒的媽媽》飾演 強子的老師（客串）
- 2015年：MBC《華政》飾演 李榮富
- 2015年：MBC《心情好又暖》飾演 孔秘書（客串）
- 2016年：MBC《結婚契約》飾演 朴浩俊
- 2016年：搜狐視頻《評價女王》
- 2016年：KBS《花郎》飾演 皮主奇
- 2017年：OCN《救救我》
- 2017年：MBC《醫療船》飾演 秋元公
- 2017年：TV朝鮮《在你背上扣球》飾演 警察
- 2018年：tvN《武法律師》飾演 孔長洙刑警
- 2018年：SBS《雖然30但仍17》飾演 小提琴維修行老闆
- 2018年：SBS《福秀回來了》飾演 宋宥卓
- 2018年：SBS《訓南正音》飾演 詩人
- 2019年：MBC《春天來了，春天》飾演 方英圭
- 2019年：OCN《圈套》飾演 張萬浩
- 2019年：SBS《初次見面我愛你》飾演 本部長（特別演出）
- 2019年：JTBC《檢察官內傳》飾演 洪鍾學
- 2020年：JTBC《我們，愛過嗎》飾演 洪光葵（特別演出）
- 2020年：JTBC《優雅的朋友們》飾演 朴施午

#### 2020年代
- 2020年：TV朝鮮《偶然的家族》
- 2021年：JTBC《前輩，那支口紅不要塗》
- 2021年：KBS2《警察課程》飾演 班主任（客串）
- 2021年：SBS 《紅天機》飾演 崔元浩
- 2022年：TVING 《內科朴院長》飾演 池敏智
- 2022年：SBS 《社內相親》飾演 申重夏
- 2022年：tvN 《我們的藍調時光》飾演 金明寶
- 2023年：KBS《Drama Special－高溫預警》[3]
- 2024年：MBC《夜晚開的花》飾演 黃治達[4]
- 2024年：tvN《不可能的婚禮》飾演 羅大燮
- 2024年：ENA《夜限照相馆》飾演 教堂神父（特別出演）
- 2024年：SBS《來自地獄的法官》飾演 安大勇

### 電影

#### 2000年代及之前
- 1999年：《靈異怪醫Dr.K》
- 2001年：《朋友》
- 2001年：《小島老師》
- 2001年：《我的兄弟》
- 2003年：《朝鮮男人在韓國》
- 2004年：《野蠻師姐》
- 2005年：《你是我的命運》
- 2006年：《不小心搞大了》
- 2006年：《老千》
- 2007年：《墓島夜話》
- 2007年：《耀眼時刻》
- 2007年：《他的聲音》
- 2008年：《武林女大學生》
- 2008年：《甜蜜的謊言》
- 2009年：《鄭勝必失蹤事件》

#### 2010年代
- 2010年：《我們的戀愛有點瘋狂》
- 2010年：《義兄弟（朝鲜语：의형제 (2010년 영화)）》饰 庆尚道所长（特别出演）
- 2010年：《奶奶強盜團（朝鲜语：육혈포 강도단）》》饰 重案组长
- 2010年：《超能力者（朝鲜语：초능력자 (영화)）》饰 所长（特别出演）
- 2011年：《我的黑色小禮服（朝鲜语：마이 블랙 미니드레스）》饰 三修女的父亲（友情出演）
- 2011年：《冠軍（朝鲜语：챔프 (2011년 영화)）》饰 光奎
- 2011年：《倒计时（朝鲜语：카운트다운 (2011년 영화)）》饰 朴警官
- 2013年：《共犯》飾 張刑警
- 2013年：《结婚前夜（朝鲜语：결혼전야）》饰 金医生（特别出演）
- 2014年：《熱血沸騰的青春》飾 姜仲吉的叔叔（特别出演）
- 2014年：《德水里五兄弟（朝鲜语：덕수리 5형제）》（客串）
- 2015年：《今天的戀愛》飾 路人（友情出演）
- 2016年：《竞走王（朝鲜语：걷기왕）》饰 父亲
- 2016年：《你会在那里吗？（朝鲜语：당신, 거기 있어줄래요）》饰 邮差（友情出演）
- 2017年：《保安官（朝鲜语：보안관 (영화)）》饰 朴科长
- 2018年：《侦探2（朝鲜语：탐정: 리턴즈）》饰 光奎（友情出演）
- 2018年：《鎖命危機》飾 次長（特別出演）
- 2019年：《{我身体里的那个家伙》飾 金鐘基

#### 2020年代
- 2021年：《今天決定我愛你》饰演 警察署民怨室长（特别出演）
- 2021年：《恋爱缺席的罗曼史》饰演 子英的父亲（特别出演）
- 2022年：《诞生》饰演 林致百
- 2024年：《殊死追踪》饰演 李组长

## 綜藝節目
- 2013年：MBC《我獨自生活》固定成員
- 2015年：tvN《一日三餐》S3 農村篇固定成員
- 2016年：SBS《燃燒的青春》
- 2019年：MBC《塞維利亞的理髮師 (韓國綜藝)》

## 外部連結
- 金光奎的Instagram帳戶
- 金光奎在NAVER上的资料
- 金光奎在Daum上的资料
- 김광규在HanCinema的頁面（英文）